# Ferdinand Bruns

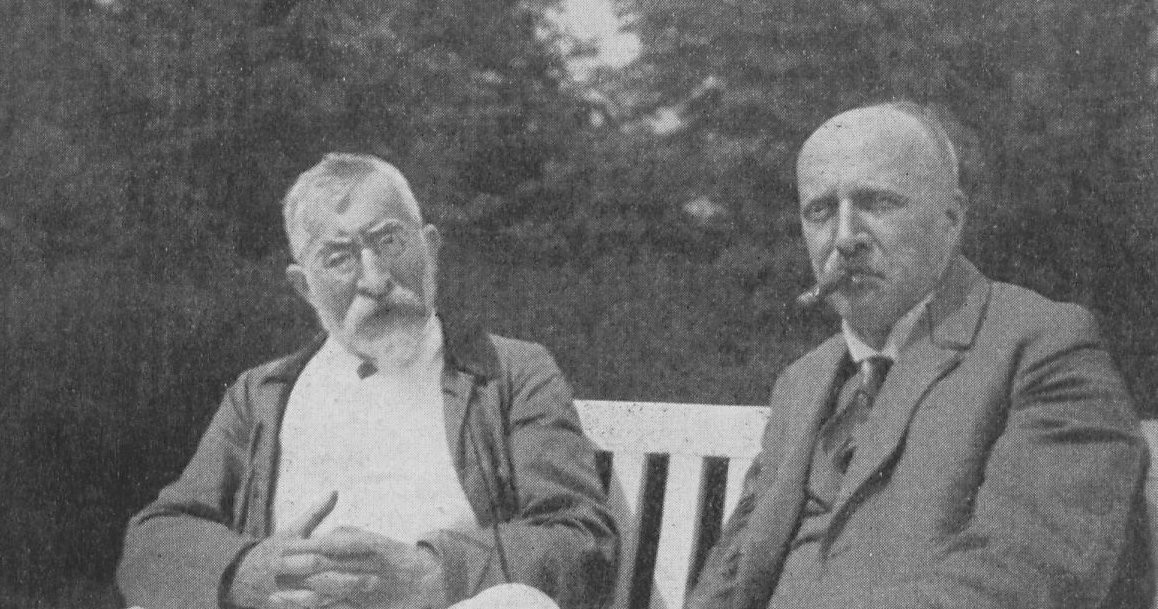
Ferdinand Bruns (rechts) mit Otto Schmeil

Ferdinand Bruns (* 14. März 1869 in Hamburg; † 8. November 1932 ebenda) war ein deutscher Lehrer und Biologe.
Sein botanisches Autorenkürzel lautet „Bruns“.

## Leben
Bruns war der Sohn des Lehrers August Barthold Ludwig und dessen Frau Caroline Christine Mathilde, geb. Ewel. Er besuchte die Volksschule, ab 1884 die Präparandenanstalt und von 1887 bis 1890 das Lehrerseminar in Hamburg. Sein besonderes Interesse galt der Botanik. Bruns arbeitete als Volksschullehrer in Hamburg und gründete 1891 den Botanischen Verein Hamburg mit. 1903 legte er zusätzlich die Zeichenlehrerprüfung ab und unterrichtete an der Oberrealschule vor dem Holstentor. 1908 ging er dann als Lehrer an die Deutsche Schule in Teheran. Hier sammelte er zahlreiche Tiere und Pflanzen. Seine Sammlung von Pflanzen wurde 1915 von Joseph Bornmüller wissenschaftlich aufgearbeitet. Eine der neu entdeckten Pflanzen wurde „Astragalus Brunsianus“ benannt. Ende 1910 kehrte Bruns nach Hamburg zurück. Neben seiner Tätigkeit als Lehrer leitete er auch eine staatliche Fortbildungsschule und hielt in den Jahren 1910 bis 1917 Vorträge über Zeichenunterricht an der Kunstgewerbeschule Hamburg. 

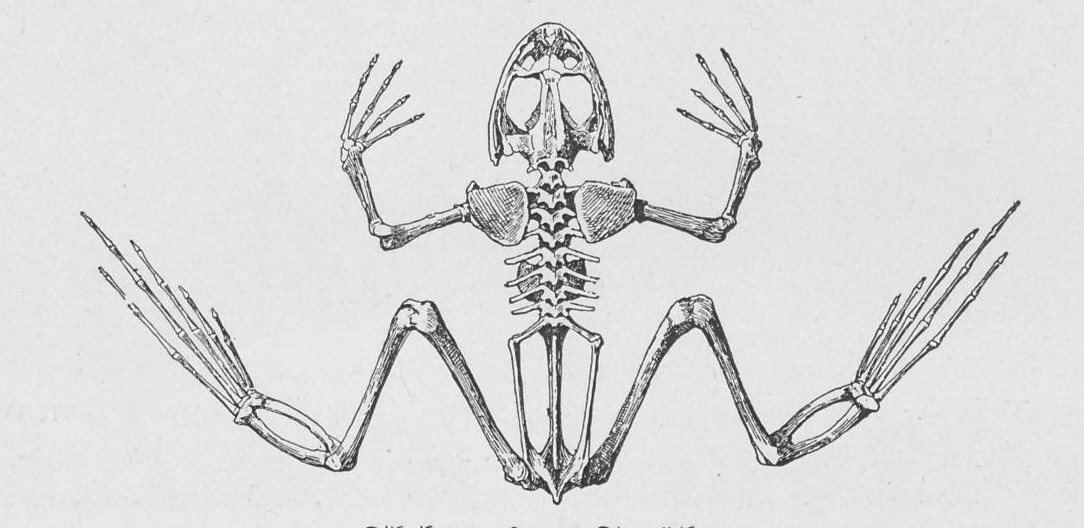
Skelett eines Frosches, gezeichnet von Ferdinand Bruns

Von 1921 bis 1928 studierte er an der Universität Hamburg Botanik, Zoologie und Geographie und holte nebenbei das Abitur nach. 1927 wurde Bruns zum Studienrat ernannt, 1928 wurde er an der Universität Hamburg promoviert. 1932 wurde er in den Ruhestand versetzt. Einige seiner botanischen Zeichnungen verwendete Otto Schmeil, der mit Bruns befreundet war. in seinen biologischen Lehrbüchern.

## Veröffentlichungen
- Zur Abwehr. In: Pädagogische Reform. Bd. 27 (1903), Heft 9, S. 78 f.
- Nochmals Herr E. Lembke und die Hamburger Methode. In: Pädagogische Reform. Bd. 27 (1903), Heft 11, S. 97.
- Die Zeichenkunst im Dienst der beschreibenden Naturwissenschaften. Fischer, Jena 1922 (Digitalisat).
- Beiträge zur Kenntnis der Vegetation des peruanischen Küstengebietes. In: Mitteilungen aus dem Institut für allgemeine Botanik in Hamburg. Bd. 8 (1929), Heft 1 (zugl.: Hamburg, Univ., Diss. rer.nat., 1929).